# Nya Zeeland i olympiska vinterspelen 1952
Nya Zeeland deltog med tre deltagare vid de olympiska vinterspelen 1952 i Oslo. Ingen av landets deltagare erövrade någon medalj.